# Jakub Rogowicz
Jakub Ignacy Rogowicz (ur. 15 sierpnia 1839 w Kaliszu, zm. 25 listopada 1896 w Warszawie) – polski lekarz ginekolog, społecznik, założyciel pierwszego w Warszawie prywatnego zakładu położniczego, a także organizator przytułków położniczych i redaktor czasopisma "Medycyna".

## Życiorys
Urodził się w Kaliszu jako syn Jana Rogowicza i Antoniny z Amlerskich. Jego żoną była Maria Zawadzka (1841–1939). Mieli czworo dzieci: córkę Jadwigę (1878–1971) oraz trzech synów, Wacława (1879–1960), Jana Antoniego (1881–1945) i Stefana (1891–1946). 

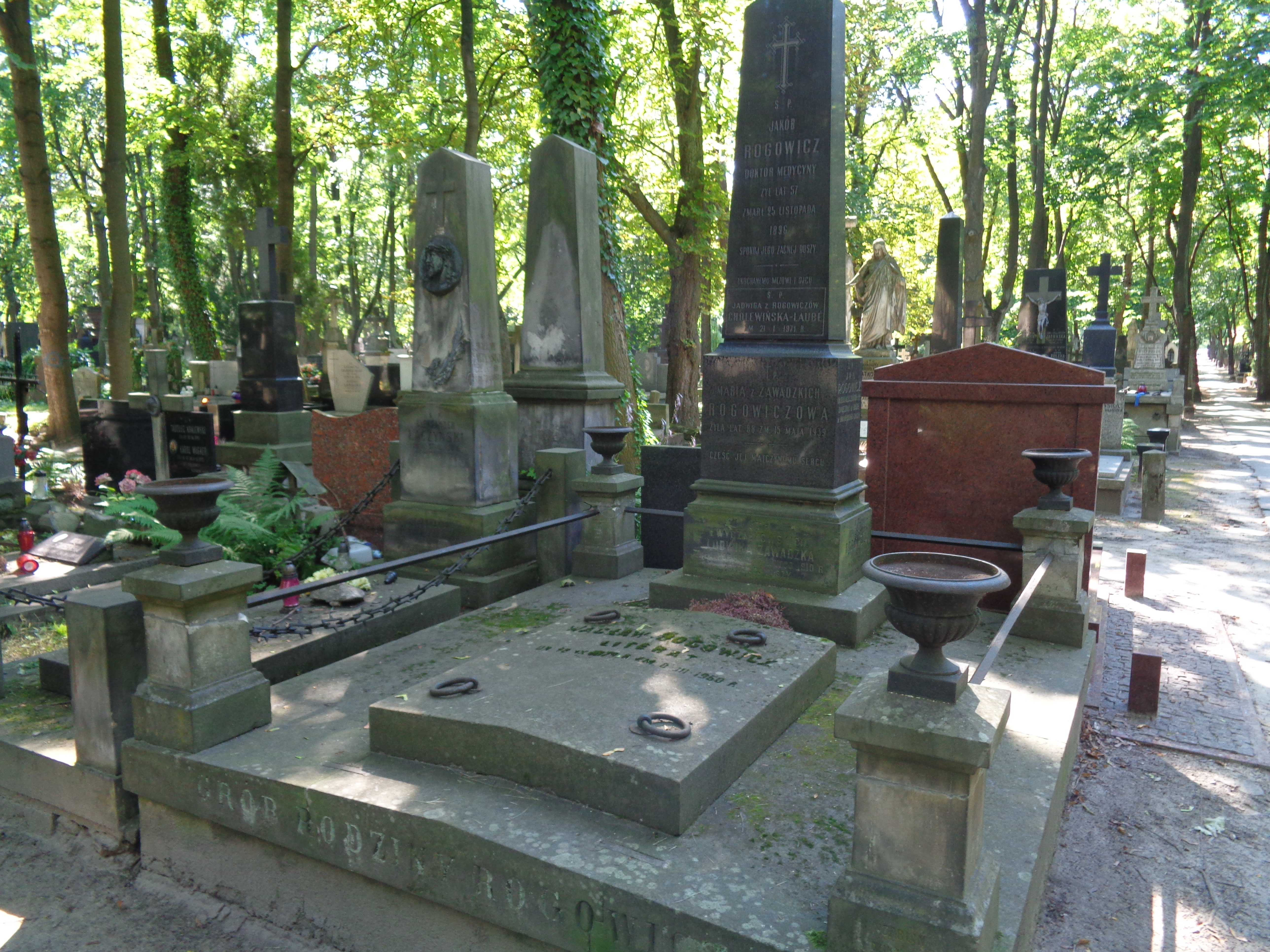
Grób rodziny Rogowiczów na Cmentarzu Powązkowskim w Warszawie

W 1856 ukończył Wyższą Szkołę Realną w Kaliszu. Był absolwentem Akademii Medyko-Chirurgicznej w Warszawie. Jako lekarz wziął udział w powstaniu styczniowym, a następnie wyjechał do Berlina, gdzie praktykował u twórcy patologii komórkowej, prof. Rudolfa Virchowa. Następnie przez cztery lata był asystentem i ordynatorem kliniki położniczej w Szpitalu Dzieciątka Jezus przy placu Wareckim w Warszawie. 28 stycznia 1868 wraz z Henrykiem Bernhardtem otworzył Zakład Leczniczy dla Kobiet d-rów Rogowicza i Bernharda przy Alejach Ujazdowskich 14, będący pierwszą prywatną kliniką położniczą w Warszawie. W 1873 wraz z Karolem Bennim założył tygodnik "Medycyna" i był redaktorem tego czasopisma. Wraz z rodziną mieszkał we własnej, wybudowanej dla niego w 1879 roku, trzypiętrowej kamienicy z ogrodem, przy ul. Nowogrodzkiej 26 w Warszawie, a później na parterze budynku prowadził przeniesioną z Alei Ujazdowskich klinikę dla kobiet. Był członkiem Towarzystwa Lekarskiego w Warszawie. Uchodził za filantropa. Zmarł nagle 25 listopada 1896 roku. Został pochowany na cmentarzu Powązkowskim w Warszawie (kwatera 71-5-1/2). 